# BioSystems
BioSystems — рецензируемый научный журнал издательства Elsevier, посвященный взаимосвязи биологии (включая теоретическую и системную биологию), теории эволюции и информатики. Его область охватывает широкий диапазон от общих и теоретических проблем биологии и фундаментальной природы обработки информации до компьютерного моделирования сложных биологических систем и эволюционных вычислительных моделей.

## История
Журнал BioSystems был создан в марте 1967 года под названием Currents in Modern Biology Робертом Дж. Гренеллом. В 1972 году название журнала было изменено на Currents in Modern Biology: BioSystems, затем сокращено до BioSystems. Редакторами журнала были Алан Шварц, Сидни Фокс, Майкл Конрад, Линн Маргулис, Дэвид Фогель, Гари Фогель. В журнале активно печатались российские биологи Е. А. Либерман, разработавший концепцию молекулярного компьютера клетки, и квантовую модель функционирования нейрона, Л. В. Белоусов — один из ведущих специалистов по биологическому морфогенезу, а также ряд других известных ученых. Л. В. Белоусов был приглашенным редактором специального выпуска журнала Biological Morphogenesis — Theory and Computation (2012). Специальный выпуск журнала Computational, Theoretical, and Experimental Approaches to Morphogenesis, вышедший в 2018 году, посвящен памяти Л. В. Белоусова и содержит его ранее неопубликованные работы, и полный список его публикаций. Специальный выпуск Symbiogenesis and Progressive Evolution посвящен Б.М. Козо-Полянскому и Линн Маргулис и содержит статьи об этих ученых,, а также включает аннотированный перевод статьи К.С. Мережковского, в которой впервые была выдвинута концепция симбиогенеза. Специальный выпуск Fundamental principles of biological computation: From molecular computing to biological complexity (2022) посвящен памяти Е.А. Либермана и содержит его автобиографию "На пути к новой науке". Специальный выпуск Biological Thermodynamics: Bridging the gap between physics and life (2024) посвящен памяти Э. Бауэра и содержит биографические и концептуальные статьи о нем, а также английские переводы его основных работ.

## Редакционная коллегия
В состав нынешней редакционной коллегии входят главный редактор Абир Игамбердиев (Мемориальный университет Ньюфаундленда, Сент-Джонс, Канада), Марчелло Барбиери (Феррара, Италия), Елена Фиммель (Мангейм, Германия), Дмитрий Фришман (Мюнхен, Германия) и Паскуале Стано (Лечче, Италия).